# Xã Orion, Quận Olmsted, Minnesota
Xã Orion (tiếng Anh: Orion Township) là một xã thuộc quận Olmsted, tiểu bang Minnesota, Hoa Kỳ. Năm 2010, dân số của xã này là 592 người.